# Francesco Turbanti
Francesco Turbanti (Grosseto, 20 gennaio 1988) è un attore e sceneggiatore italiano.

## Biografia
Nato nel 1988 a Grosseto, nel 2005 forma insieme a Niccolò Falsetti il gruppo street punk Pegs, prendendo parte a numerosi concerti ed entrando in contatto con la scena hardcore italiana. Dopo gli studi superiori si è trasferito a Roma per studiare recitazione e si è diplomato nel 2008 presso la Scuola Teatro Azione. Inizia la sua carriera da attore in teatro, per poi debuttare al cinema nel 2011 con un ruolo da protagonista nel film I primi della lista, diretto da Roan Johnson, dove interpreta Renzo Lulli. Per questo ruolo si aggiudica il premio LARA menzione speciale per la migliore interpretazione al Festival internazionale del film di Roma e il premio per il miglior attore al Festival di Sulmona.
Negli anni seguenti, Turbanti prende parte a varie produzioni cinematografiche, sia in ruoli secondari, come nei film Acciaio (2012) di Stefano Mordini e Una questione privata (2017) di Paolo e Vittorio Taviani, sia come protagonista, come nei casi delle commedie Tre giorni dopo (2013) e L'Universale (2016). Nel 2019 fa parte del cast corale della commedia Genitori quasi perfetti di Laura Chiossone, al fianco di Anna Foglietta, Paolo Calabresi, Lucia Mascino e Elena Radonicich.
Nel 2022 è protagonista e co-autore del film Margini, diretto da Niccolò Falsetti e ispirato alla propria esperienza autobiografica con i Pegs, che viene presentato in concorso alla Settimana internazionale della critica della 79ª Mostra internazionale d'arte cinematografica di Venezia. Ha interpretato Gioacchino da Fiore nel film Il monaco che vinse l'Apocalisse di Jordan River.

## Filmografia

### Cinema
- I primi della lista, regia di Roan Johnson (2011)
- Acciaio, regia di Stefano Mordini (2012)
- Tre giorni dopo, regia di Daniele Grassetti (2013)
- L'Universale, regia di Federico Micali (2016)
- Il giocatore invisibile, regia di Stefano Alpini (2016)
- Una questione privata, regia di Paolo e Vittorio Taviani (2017)
- Genitori quasi perfetti, regia di Laura Chiossone (2019)
- Io e Spotty, regia di Cosimo Gomez (2022)
- Margini, regia di Niccolò Falsetti (2022)
- Diabolik - Chi sei?, regia dei Manetti Bros. (2023)
- Il monaco che vinse l'Apocalisse, regia di Jordan River (2024)

### Televisione
- I delitti del BarLume – serie TV, episodio 7x01 (2020)
- L'ispettore Coliandro – serie TV, episodio 8x04 (2021)

## Riconoscimenti
- Festival internazionale del film di Roma – Premio LARA menzione speciale al miglior interprete italiano per I primi della lista
- Sulmona International Film Festival – Premio al miglior attore per I primi della lista (con Paolo Cioni)
- Maremetraggio - International ShorTS Film Festival – Premio "Officine artistiche" 2012 al miglior attore esordiente per I primi della lista